# Scandiano
Scandiano este o comună în Provincia Reggio Emilia, Italia. În 2011 avea o populație de 24779 de locuitori.

## Demografie
Scandiano - evoluția demografică

|  | Graficele sunt indisponibile din cauza unor probleme tehnice. Mai multe informații se găsesc la Phabricator și la wiki-ul MediaWiki. |

Date: Recensăminte sau birourile de statistică - grafică realizată de Wikipedia

## Personalități născute aici
- Matteo Maria Boiardo (1441 - 1494), poet;
- Lazzaro Spallanzani (1729 - 1799), biolog;
- Kastriot Dermaku (n. 1992), fotbalist albanez.